# IC 4132
IC 4132 је појединачна звијезда у сазвјежђу Ловачки пси која се налази на листи објеката дубоког неба у Индекс каталогу.
Деклинација објекта је + 38° 22' 41" а ректасцензија 13h 3m 33,8s.